# Odynerus longipilosus
Odynerus longipilosus är en stekelart som beskrevs av Cameron 1908. Odynerus longipilosus ingår i släktet lergetingar, och familjen Eumenidae. Inga underarter finns listade i Catalogue of Life.